# Tragocephala berchmansi
Tragocephala berchmansi là một loài bọ cánh cứng trong họ Cerambycidae.